# Васкес, Фабио
Фабио Васкес Кастаньо (исп. Fabio Vásquez Castaño; 1940, Каларка, Киндио — 10 декабря 2019) — колумбийский революционер, один из основателей Армии национального освобождения.

## Биография
Был студенческим руководителем. Под влиянием Кубинской революции взгляды Фабио Васкеса значительно радикализовались и в 1964 году он стал одним из организаторов партизанской Армии национального освобождения в соответствии с теорией фокизма. Руководил АНО до 1975 года, когда эмигрировал на Кубу.